# Ronny Coutteure

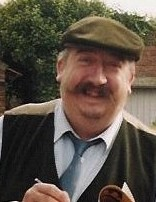
Ronny Coutteure

Ronny Louis Edmond Coutteure (* 2. Juli 1951 in Wervik; † 21. Juni 2000 in Fretin) war ein belgischer Schauspieler, Regisseur, Autor, TV-Moderator und Gastwirt. Er arbeitete im TV, Kino und Radio, aber auch auf Bühnen von Theatern und Opern.

## Karriere
Coutteure war in Belgien und Frankreich bekannt. Zu seiner bekanntesten Rolle gehört die Figur des Remy Baudouin aus der Fernsehserie Die Abenteuer des jungen Indiana Jones.
Coutteure starb am 21. Juni 2000 im Alter von 48 Jahren durch Suizid in seinem Restauranttheater „La ferme des hirondelles“, kurz nachdem France 3 die Einstellung seiner Show Ronny coup de cœur bekannt gegeben hatte.

## Filmografie
- 1981: Julien Fontanes, Untersuchungsrichter (Julien Fontanes, magistrat)
- 1983: Verdammt nochmal!… wo bleibt die Zärtlichkeit? 2. Teil (Zig Zag Story)
- 1983: Zwei Profis steigen aus (Un dimanche de flic)
- 1992–1993: Die Abenteuer des jungen Indiana Jones (The Young Indiana Jones Chronicles)
- 1995: Indiana Jones und der rote Baron (The Adventures of Young Indiana Jones: Attack of the Hawkmen)
- 1995: Indiana Jones und der Diamant im Pfauenauge	 (Young Indiana Jones and the Treasure of the Peacock’s Eye)
- 1997: Frank – Was sie schon immer über Heiratsschwindel wissen wollten (Arlette)